# 椥辻站
椥辻站（日语：／ Nagitsuji eki */?）是一個位於日本京都府京都市山科區椥辻草海道町，屬於京都市營地下鐵東西線的鐵路車站。車站編號是T05。

## 歷史
- 1997年（平成9年）10月12日 - 京都市營地下鐵東西線的醍醐站－二條站間開通的同時開業[1]。

## 車站構造
月台位於地下2樓，與其他東西線車站相同，複線島式月台（1面2線），設有月台閘門。
東西線的車站制定有車站顏色，椥辻站的車站顏色是秋櫻色。
往地面的出入口分別有西側的1號出入口與東側的2號出入口共兩個，1號出入口設有升降機，2號出入口只設上行扶手電梯。

### 月台配置
| 月台 | 路線   | 方向 | 目的地               |
| ---- | ------ | ---- | -------------------- |
| 1    | 東西線 | 下行 | 山科、太秦天神川方向 |
| 2    | 東西線 | 上行 | 醍醐、六地藏方向     |

## 利用狀況
1日平均上車人次與1日平均上下車人次的推移如下表。
| 年度   | 1日平均 上車人次 | 1日平均 上下車人次 |
| ------ | ---------------- | ------------------ |
| 2003年 | 7,050            | 13,800             |
| 2004年 | 7,034            | 13,797             |
| 2005年 | 7,131            | 13,902             |
| 2006年 | 7,136            | 14,026             |
| 2007年 | 7,202            | 14,161             |
| 2008年 | 7,366            | 14,500             |
| 2009年 | 7,157            | 14,102             |
| 2010年 | 7,243            | 14,280             |
| 2011年 | 7,160            | 14,117             |
| 2012年 | 7,310            | 14,413             |
| 2013年 | 7,413            | 14,614             |
| 2014年 | 7,641            | 15,066             |
| 2015年 | 7,925            | 15,622             |
| 2016年 | 8,193            | 16,151             |

## 相鄰車站
京都市交通局（京都市營地下鐵）
 東西線
小野（T04）－椥辻（T05）－東野（T06）

## 外部連結
- 椥辻站 （页面存档备份，存于） - 京都市交通局